# Эйсден-Маргратен
Эйсден-Маргратен (нидерл. Eijsden-Margraten) — община в провинции Лимбург (Нидерланды).

## История
До 1794 года территория нынешней общины Эйсден-Маргратен представляла собой лоскутное одеяло из фрагментированных владений. Большое количество замков, особенно в долине реки Маас, является напоминанием о соперничестве того времени. Некоторые деревни образовывали более или менее независимые владения в пределах Священной Римской империи, такие как графства Гронсвелд, Брёст и княжество Вейлре.

## География
Территория общины занимает 78,77 км². На 1 августа 2020 года в общине проживало 25 775 человек.